# KkStB Z sorozat
A kkStB Z sorozat egy keskenynyomközű szertartályosgőzmozdony-sorozat volt Ausztriában a Császári és Királyi Osztrák Államvasutaknál (k. k. Staatsbahnen, kkStB).
A Pinzgauer Lokalbahn beszerzett Zell am See–Krimml vonalára (melyet a kkStB üzemeltetett) négy mozdonyt, melyeket a honállomás Zell am See kezdőbetűje alapján a Z sorozatba osztottak. Habár a mozdonyokat hamarosan jelentősen túlterhelték, a BBÖ csak 1928-ban tudta felváltani őket U sorozatú mozdonyokkal.
A Z sorozat mozdonyait 1932 és 1939 között selejtezték, ezért a Német Birodalmi Vasút 1938-ban már nem adott pályaszámokat nekik. A járműparkot az erősebb, új beszerzésű Uh sorozattal töltötték fel.
Három nagyon hasonló, de nem Z sorozatjelű mozdonyt vásárolt a  Steiermärkische Landesbahnen is a Thörlerbahn részére, ahol 5-7 pályaszámokat és ezen kívül Aflenz, Thörl és a Hochschwab neveket kaptak. Az  StLB 6 pályaszámú mozdonya – szinte mindig hibásan mint Z.6 említve – az egyetlen fennmaradt példánya ennek a járműcsaládnak, működőképes és a Taurachbahnon használják.

## Fordítás
- Ez a szócikk részben vagy egészben  a   kkStB Z című német Wikipédia-szócikk fordításán alapul.  Az eredeti cikk szerkesztőit annak laptörténete sorolja fel. Ez a jelzés csupán a megfogalmazás eredetét és a szerzői jogokat jelzi, nem szolgál a cikkben szereplő információk forrásmegjelöléseként.